# Кеті Фоксворт
Кеті Фоксворт (англ. Kathy Foxworth; нар. 4 листопада 1964) — колишня американська тенісистка.
Найвищу одиночну позицію світового рейтингу — 267 місце досягла 23 листопада, 1987, парну — 128 місце — 4 грудня, 1989 року.
Здобула 11 парних титулів.

## Фінали ITF
| Легенда         |
| --------------- |
| турніри $25,000 |
| турніри $10,000 |

### Парний розряд: 20 (11–9)
| Результат | Ранг | Дата            | Турнір                                 | Покриття | Партнерка         | Суперниці                         | Рахунок             |
| --------- | ---- | --------------- | -------------------------------------- | -------- | ----------------- | --------------------------------- | ------------------- |
| Поразка   | 1.   | 1 червня 1987   | Брандон (Флорида), США                 | Ґрунт    | Теммі Віттінгтон  | Інгелісе Дрігейс Ліз Грегорі      | 6–7(3), 7–6(8), 4–6 |
| Поразка   | 2.   | 8 червня 1987   | Кі-Біскейн (Флорида), США              | Тверде   | Теммі Віттінгтон  | Інгелісе Дрігейс Ліз Грегорі      | 6–3, 6–7(4), 2–6    |
| Перемога  | 1.   | 28 червня 1987  | Огаста, США                            | Тверде   | Теммі Віттінгтон  | Дженніфер Ф'юкс Дена Леві         | 6–3, 7–5            |
| Поразка   | 3.   | 6 липня 1987    | Сібрук-Айленд (Південна Кароліна), США | Ґрунт    | Теммі Віттінгтон  | Інгелісе Дрігейс Ліз Грегорі      | 1–6, 2–6            |
| Перемога  | 2.   | 13 липня 1987   | Фаєтвіль (Арканзас), США               | Ґрунт    | Інгелісе Дрігейс  | Робін Лемб Сілвія Шенк            | 6–2, 2–6, 6–3       |
| Поразка   | 4.   | 20 липня 1987   | Філадельфія, США                       | Тверде   | Теммі Віттінгтон  | Катріна Адамс Інгелісе Дрігейс    | 3–6, 4–6            |
| Перемога  | 3.   | 10 липня 1988   | Спартанбург (Південна Кароліна), США   | Ґрунт    | Теммі Віттінгтон  | Ванн Акаґі Шерон Макнамара        | 3–6, 6–1, 7–6(1)    |
| Перемога  | 4.   | 17 липня 1988   | Грінсборо (Північна Кароліна), США     | Ґрунт    | Теммі Віттінгтон  | Алісса Файнермен Геліане Стеден   | 6–3, 6–3            |
| Поразка   | 5.   | 25 вересня 1988 | Чикаго, США                            | Тверде   | Джейн Томас       | Патрісія Гай-Буле Мері-Лу Деніелс | 4–6, 2–6            |
| Перемога  | 5.   | 5 березня 1989  | Маямі, США                             | Тверде   | Теммі Віттінгтон  | Габріела Моска Патрісія Тарабіні  | 7–6(5), 7–6(6)      |
| Перемога  | 6.   | 11 червня 1989  | Делрей-Біч, США                        | Тверде   | Теммі Віттінгтон  | Одра Келлер Кім Лабусчаньє        | 6–2, 6–3            |
| Перемога  | 7.   | 20 серпня 1989  | Чатам, США                             | Тверде   | Вінченца Прокаччі | Меймі Сеніза Стелла Сампрас       | 6–3, 6–4            |
| Поразка   | 6.   | 15 жовтня 1989  | Мобіл (Алабама), США                   | Тверде   | Вінченца Прокаччі | Рената Баранскі Сенді Коллінз     | 3–6, 4–6            |
| Поразка   | 7.   | 10 червня 1990  | Мірамар (Флорида), США                 | Тверде   | Вінченца Прокаччі | Ронні Рейс Ліза Реймонд           | 4–6, 5–7            |
| Перемога  | 8.   | 1 липня 1990    | Олбані (Джорджія), США                 | Ґрунт    | Теммі Віттінгтон  | Шеннен Маккарті Стейсі Шеффлін    | 6–2, 2–6, 6–4       |
| Перемога  | 9.   | 6 серпня 1990   | Лебанон (Нью-Джерсі), США              | Тверде   | Вінченца Прокаччі | Ілана Бергер Лімор Зальтц         | 6–4, 4–1 RET.       |
| Перемога  | 10.  | 19 серпня 1990  | Чатам, США                             | Тверде   | Шеннен Маккарті   | Кірстен Дреєр Сіобан Ніколсон     | 6–2, 7–6(6)         |
| Поразка   | 8.   | 15 липня 1991   | Евансвілл (Індіана), США               | Тверде   | Шеннен Маккарті   | Хіросе Аяко Їда Ей                | 3–6, 6–2, 4–6       |
| Поразка   | 9.   | 4 серпня 1991   | Чатам, США                             | Тверде   | С'юзен Джилкріст  | Голлі Денфорт Вікі Пейнтер        | 7–5, 3–6, 2–6       |
| Перемога  | 11.  | 11 серпня 1991  | Колледж-Парк (Меріленд), США           | Тверде   | С'юзен Джилкріст  | Аня Кочофф Карен Ван Дер Мерве    | 6–0, 6–2            |